# Leichenschatten
Als Leichenschatten werden Bodenverfärbungen bezeichnet, die meist nach dem völligen Abbau der Weich- und größtenteils auch der Hartgewebe von Menschen oder Tieren zurückbleiben. Leichenschatten heben sich als hellere oder dunklere Verfärbungen vom umgebenden Erdreich ab und zeichnen die Silhouetten der deponierten Lebewesen nach.
Die Definitionen sind nicht ganz eindeutig:
- Zum einen werden Ganzkörper-Silhouetten als Leichenschatten bezeichnet, in diesem Falle lagern sich oxydationsstabile Humate (i. e. Zersetzungsprodukte der Weichgewebe) an im Boden vorhandene Eisenoxide an. Diese Form des Leichenschattens tritt u. a. in Sandböden auf.[1] Bei alkalischem Boden-pH-Wert können sich auch Hartgewebe in durchaus guter Qualität erhalten.

- Zum anderen werden die Silhouetten der umgewandelten Knochen allein als Leichenschatten bezeichnet. Sie entstehen durch Umwandlung der Knochen über gelöste Hydroxylapatit-Verbindungen zu Calciumphosphaten wie Brushit und Apatit. In einigen Fällen bleiben noch makro- bis mikroskopische Reste von Knochengewebe und Zahnschmelz erhalten, die anthropologisch untersucht werden können.[2] Diese Form von Leichenschatten scheint weitaus häufiger vorzukommen.

## Beispiele
- Backemoor, Lkrs. Leer Niedersachsen (Gräberfeld) Die Gruben zeichnen sich als rechteckige Verfärbungen im Sand ab. Mehr als dunkles Füllmaterial blieb von den Bestattungen nicht übrig. In einem Grab findet sich ein Leichenschatten.
- Lyssach, Kanton BE (Schweiz): Grab der Eisenzeit Gestreckte Rückenlage, Hölzerne Grabkammer mit Leichenschatten.
- Vierde 5, Krs. Lüneburg (Niedersachsen) (Grabhügel der Bronzezeit): Im nördlichen Grab war der Leichenschatten eines Kindes erkennbar.
- „Sandmen“ in Sutton Hoo, (Großbritannien)[3].